# 任覚
任覚（にんがく、天永元年（1110年） - 治承5年2月12日（1181年2月27日））は平安時代後期の真言宗の僧。出自は三条源氏で、大蔵卿・源行宗の子。本名を覚賢という。大夫法印を号した。

## 人物・経歴
保延3年（1137年）に仁和寺の僧正・信証に灌頂を受け、密教を修める。保元元年（1156年）に権律師になり、平治元年（1159年）には東寺長者となった。
応保2年（1162年）権大僧都に転じ、長寛元年（1163年）に国家鎮護のために孔雀経法を修して法印に叙せられた。雨乞いの修法に優れていることで知られ、承安4年（1174年）6月の旱魃の際には祈雨を行っており、霊験があったという。治承5年（1181年）72歳（73歳、74歳とも）で入寂。

## 付法
弟子にいずれも熱田大宮司藤原範忠の子の寛伝と任暁などがいる。

## 著書
『印義訣』